# Sanshui, Lianzhou
Sanshui (kinesiska: 三水) är en etnisk minoritetssocken för yaofolket i sydöstra Kina. Den ligger i Lianzhou i staden Qingyuan i provinsen Guangdong,  omkring 240 kilometer nordväst om provinshuvudstaden Guangzhou. Antalet invånare är 2 590. Befolkningen består av 1 239 kvinnor och 1 351 män. Barn under 15 år utgör 15,0 %, vuxna 15-64 år 72 %, och äldre över 65 år 11,0 %.